# Mark X
Mark X je bil eksperimentalni tank britanske vojske v prvi svetovni vojni.

## Zgodovina tanka
Zaradi sodelovanja med Britanijo in ZDA so ukinili proizvodnjo tanka Mark VI. Britanci in Američani so začeli zelo obetaven projekt tanka Mark VIII. Pripravljen je bil tudi rezervni načrt v primeru, da se projekt tanka Mark VIII izjalovi. Tank bi lahko začeli takoj izdelovati in v primeru dolge vojne tudi izvažati. Ta projekt se je imenoval Mark X. O tem tanku je zelo malo znanega saj ni bil narejen noben primerek, niti lesen model tega tanka. Projekt je ostal samo na listu, ki  se ni ohranil. Zaradi nenadnega konca prve svetovne vojne ni bilo več potrebe za rezervni projekt, zato ga niso nadaljevali. Mark X je bil zadnji v seriji Mark I.